# 赤道大紀行
『赤道大紀行』（せきどうだいきこう）は、TBS系列局で放送された中部日本放送製作の紀行番組・ドキュメンタリー番組シリーズ『地球大紀行スペシャル』で、2008年度から2010年度まで放送されたシリーズ3部作である。旅人役は西村雅彦。

## 赤道大紀行・南米横断編
- 放送日時：2008年1月26日（土曜）14時 - 15時24分[1]
- 旅先：アマゾン川〜アンデス山脈〜ガラパゴス諸島

## 赤道大紀行・アフリカ横断編
- 放送日時：2009年1月24日（土曜）14時 - 15時24分[2]
- 旅先：ケニア東海岸〜エチオピア〜ウガンダ

## 赤道大紀行・最終章
- 放送日時：2010年1月30日（土曜）14時 - 15時24分[3]
- 旅先：マレーシア〜シンガポール〜インドネシア〜ミクロネシア連邦〜マーシャル諸島共和国

### スタッフ
- テーマ曲：「I saw you in the rainbow」、「Carnation」 (LOVE PSYCHEDELICO)
- ナレーター：田中秀幸、坪井章子[4]
- ボイスオーバー：石黒志伸、田中靖浩（巣山プロダクション）
- 演出：宇佐美浩伯
- 統括：斉藤龍昭
- 企画・制作：藤井稔
- 制作著作：中部日本放送

## 関連書籍
- 西村雅彦 赤道大紀行〜4万キロの軌跡と奇跡の先に見えるもの（2009年1月、学習研究社、ISBN 978-4-05-605388-3） - DVD付きで発売。